# دانشگاه وسترن گاورنرز

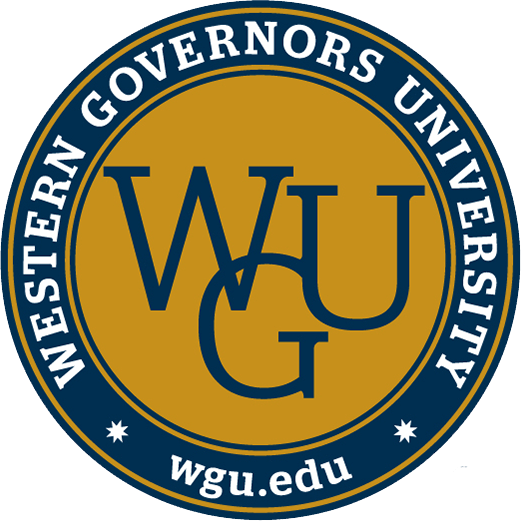
نشان‌وارهٔ رسمی دانشگاه وسترن گاورنرز - ۲۰۱۸

دانشگاه وسترن گاورنرز (به انگلیسی: Western Governors University) دابلیوجی‌یو یک دانشگاه خصوصی، غیرانتفاعی، با ارزشیابی منطقه‌ای آنلاین مستقر در سالت لیک سیتی، یوتا است. این دانشگاه از یک مدل یادگیری مبتنی بر توانمندی آنلاین به جای مدل سنتی کلاس بنیان رایج در بیشتر دانشگاه‌ها استفاده می‌کند. پس از ارایه ایده گسترش ارایه خدمات آموزشی در اینترنت در نشست ۱۹۹۵ انجمن فرمانداران غربی، این دانشگاه در سال ۱۹۹۷ از سوی ۱۹ فرماندار آمریکایی تأسیس شد. دروس این دانشگاه از سوی ACBSP, CAEP, CAHIIM, CCNE, NWCCU, و NCATE ارزشیابی می‌شوند.